# Amt Bad Oldesloe-Land
Het Amt Bad Oldesloe-Land is een Amt in de Duitse deelstaat Sleeswijk-Holstein. Het omvat negen gemeenten in de Kreis Stormarn. Het bestuur voor het Amt is gevestigd in de stad Bad Oldesloe, die zelf echter geen deel uitmaakt van het Amt. 

## Deelnemende gemeenten
1. Grabau
2. Lasbek
3. Meddewade
4. Neritz
5. Pölitz
6. Rethwisch
7. Rümpel
8. Steinburg
9. Travenbrück